# Ký hiệu chiêm tinh
Ký hiệu chiêm tinh là ký hiệu hình ảnh được sử dụng để biểu thị các thiên thể có liên quan trong chiêm tinh học.

## Hành tinh
Đối với các hành tinh trong chiêm tinh học, thông thường (nhưng không phải luôn luôn) các ký hiệu bắt đầu từ các yếu tố chung: Vòng tròn biểu thị sức mạnh tâm linh, hình lưỡi liềm biểu thị tư duy, hình chữ thập biểu thị vật chất hoặc thực thể, và mũi tên biểu thị hành động hoặc phương hướng.
| Tên             | Ký hiệu | Ảnh                       | Đại diện cho                                                                      | Ý nghĩa ký hiệu                                                                       |
| --------------- | ------- | ------------------------- | --------------------------------------------------------------------------------- | ------------------------------------------------------------------------------------- |
| Mặt Trời        | ☉       | Mặt Trời                  | Ký hiệu Mặt Trời (một dấu chấm nằm ở trung tâm vòng tròn)                         | Sức mạnh tâm linh (vòng tròn) bao quanh hạt giống tiềm năng (dấu chấm)                |
| Mặt Trăng       | ☽       | Primer quart              | Trăng lưỡi liềm                                                                   | Tư duy hoặc tâm linh phát triển của con người thông qua khả năng tiếp thu (lưỡi liềm) |
| Sao Thủy        | ☿       | Sao Thủy                  | Tấm khiên có cánh của vị thần Mercury                                             | Tư duy, sức mạnh tâm linh và vật chất                                                 |
| Sao Kim         | ♀       | Sao Kim                   | Gương của nữ thần Venus.                                                          | Sức mạnh tâm linh nằm trên vật chất                                                   |
| Trái Đất        | 🜨       | Trái Đất                  | Trái Đất hoặc ký hiệu Mặt Trời (dấu thập của Mặt Trời)                            | Trái Đất — những phương hướng chính                                                   |
| Sao Hỏa         | ♂       | Sao Hỏa                   | Chiếc khiên và ngọn giáo của vị thần Mars.                                        | Sức mạnh nằm trên sức mạnh tâm linh.                                                  |
| Ceres           | ⚳       | Ceres                     | Lưỡi hái. Ký hiệu đặc trưng của nữ thần Ceres                                     | Hình lưỡi liềm cách điệu                                                              |
| Sao Mộc         | ♃       | Sao Mộc                   | Tia chớp hoặc đại bàng của vị thần Jupiter                                        | Tư duy nằm trên đường nằm ngang của vật chất                                          |
| Sao Thổ         | ♄       | Sao Thổ                   | Lưỡi hái của vị thần Saturn                                                       | Vật chất chiếm ưu thế hơn tâm trí hoặc tinh thần của con người                        |
| Sao Thiên Vương | ♅       | Sao Thiên Vương           | Ký hiệu là viết tắt của tên người khám phá ra Sao Thiên Vương là William Herschel | Tâm linh và sự "thống trị" của vật chất, dưới dạng ăng-ten                            |
| Sao Thiên Vương | ⛢       | Sao Thiên Vương           | Ký hiệu là sự kết hợp giữa ký hiệu của Mặt Trời và Sao Hỏa.                       | Sức mạnh nằm trên sức mạnh tâm linh bao quanh hạt giống tiềm năng                     |
| Sao Hải Vương   | ♆       | Sao Hải Vương             | Cây đinh ba của vị thần Neptune                                                   | Tư duy và khả năng tiếp thu                                                           |
| Sao Hải Vương   | ⯓       | Sao Diêm Vương (thay thế) | Một sự biến thể với ký hiệu chiêm tinh của Sao Hải Vương                          | Tư duy vượt trên vật chất để đạt đến sức mạnh tâm linh                                |
| Sao Diêm Vương  | ♇       | Sao Diêm Vương            | Tên viết tắt của Pluto và Percival Lowell                                         | Ký hiệu thường được dùng nhất cho Sao Diêm Vương trong các bài viết chiêm tinh học.   |

## Cung hoàng đạo
| Tên        | Ý nghĩa        | Ký hiệu | Ảnh | Đại diện cho                            |
| ---------- | -------------- | ------- | --- | --------------------------------------- |
| Bạch Dương | Con cừu đực    | ♈︎      |     | Đầu và sừng của con cừu                 |
| Kim Ngưu   | Con bò đực     | ♉︎      |     | Khuôn mặt và sừng của con bò đực        |
| Song Tử    | Cặp song sinh  | ♊︎      |     | Cặp song sinh đứng cạnh nhau            |
| Cự Giải    | Con cua        | ♋︎      |     | Đôi càng của con cua                    |
| Sư Tử      | Con sư tử      | ♌︎      |     | Đầu và bờm của con sư tử                |
| Xử Nữ      | Trinh nữ       | ♍︎      |     | Bó lúa mạch                             |
| Thiên Bình | Cán cân        | ♎︎      |     | Cán cân                                 |
| Thiên Yết  | Con bọ cạp     | ♏︎      |     | Cái đuôi đầy nọc độc của con bọ cạp     |
| Nhân Mã    | Cung thủ       | ♐︎      |     | Mũi tên của nhân mã                     |
| Ma Kết     | Con dê biển    | ♑︎      |     | Đầu và thân có đuôi cá của con dê biển. |
| Ma Kết     | Con dê biển    | ♑︎      |     | Đầu và thân có đuôi cá của con dê biển. |
| Bảo Bình   | Người cầm bình | ♒︎      |     | Gợn sóng của nước đôi                   |
| Song Ngư   | Con cá         | ♓︎      |     | Hai con cá bơi ngược nhau               |
|            |                |         |     |                                         |

## Các ký hiệu khác

### Góc hợp
| Tên            | Ký hiệu | Ảnh | Góc  | Giải thích |
| -------------- | ------- | --- | ---- | --- |
| Trùng tụ       | ☌       |     | 0°   | Hai hoặc nhiều hành tinh nằm ở cùng một dấu hiệu Ký hiệu vòng tròn có đường thẳng ngụ ý hai thiên thể cùng một vị trí (đồng thời là điểm bắt đầu của một góc) |
| Bán lục hợp    | ⚺       |     | 30°  | Nằm cách nhau một dấu hiệu Các đường giao nhau từ các góc trong ở nửa trên hình lục giác                                                                      |
| Bán phương     | ∠       |     | 45°  | Đường phân giác của một góc vuông (xem Cầu phương) |
| Lục hợp        | ⚹       |     | 60°  | Hai dấu hiệu nằm cách nhau Các đường giao nhau từ các góc trong của hình lục giác                                                                             |
| Quintile       | Q       | Q   | 72°  | |
| Cầu phương     | □       |     | 90°  | (cũng được gọi là điểm tứ phân vị) Ba dấu hiệu nằm cách nhau hoặc cùng một cách thức. Một tứ giác đều biểu thị bằng một góc vuông.                            |
| Tam hợp        | △       |     | 120° | Bốn dấu hiệu nằm cách nhau hoặc có bộ ba phần tử giống nhau Một tam giác đều                                                                                  |
| Tam bán phương | ⚼       |     | 135° | Ký hiệu của góc bán phương nằm bên dưới ký hiệu của góc cầu phương, ngụ ý về tổng của cả hai góc                                                              |
| Quintile kép   | bQ      | bQ  | 144° | |
| Bất đồng vị    | ⚻       |     | 150° | Năm dấu hiệu nằm cách nhau Các đường giao nhau từ các góc trong ở phần nửa thấp hơn của hình lục giác                                                         |
| Đối đỉnh       | ☍       |     | 180° | Sáu dấu hiệu nằm cách nhau Nét của ký hiệu Trùng tụ cộng thêm vòng tròn ở phía trên đường đi của nó, ngụ ý về hai thiên thể nằm đối nhau                      |

## Giới thiệu
1. ↑  "Glyphs of the general astrological and Uranian planets". Bản gốc lưu trữ ngày 28 tháng 6 năm 2020. Truy cập ngày 12 tháng 9 năm 2023.
2. ↑  Bản mẫu:Ref-llibre